# 岡幸三郎

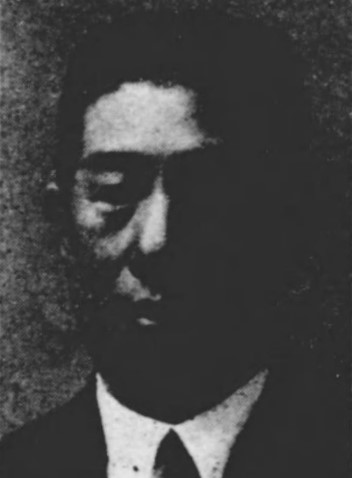
岡幸三郎

岡 幸三郎（おか こうざぶろう、1876年（明治9年）1月24日 - 1955年（昭和30年）11月23日）は、昭和期の実業家、政治家。衆議院議員、久留米市長。

## 経歴
三潴県三井郡通町（現福岡県久留米市通町）で、3代・岡茂平の三男として生まれる。父の死後、兄が事業に失敗して朝鮮に渡ったため、岡家の再興を志し、1924年（大正13年）母が死去すると直ぐに中国・青島に渡航して沈没船引揚業を営んだ。私財を蓄えて帰国し、久留米絣 (株) の支配人を経て絣問屋を設立した。その後、久留米商工会議所議員、久留米縞同業組合議長、久留米絣同業組合議長、地方森林会議員、福岡県教育会評議員、同県国防会参与、久留米絣工業組合連合会副理事長、久留米畜産組合長などを務めた。
政界では、久留米市会議員、同参事会員、同議長、福岡県会議員、同参事会員を歴任。1936年（昭和11年）2月、第19回衆議院議員総選挙で福岡県第三区から出馬して当選し、衆議院議員を1期務めた。
1947年（昭和22年）4月6日、公選初代の久留米市長に就任し、戦災からの復興に尽力。近隣自治体との合併、絣産業の復興などに取り組んだ。1952年（昭和27年）2月、市長を退任した。